# Institut de recherche scientifique sur les moteurs à réaction
L'Institut de recherche scientifique sur les moteurs à réaction (Реактивный научно-исследовательский институт, РНИИ ; Reaktivny naoutchno-issledovatelski institout, RNII) ou RNII renommé NII-3 après 1937  est un institut de recherche  militaire soviétique spécialisé dans le domaine des fusées, de la propulsion à propergol solide et à ergols liquides. Il est créé en 1933 par fusion de deux instituts de recherche, le GDL et le GIRD, se consacrant à ce  domaine. Les deux principaux acteurs à l'origine du triomphe de l'astronautique soviétique à la fin des années 1950 - Sergueï Korolev et Valentin Glouchko -  travaillent dans cet institut mais sont victimes en 1938 des purges staliniennes. L'institut est connu pour avoir développé les roquettes à l'origine des Katiouchas ou orgues de Staline.

## Création
En 1933 l'Union soviétique dispose de deux instituts de recherches consacrés à la propulsion par des moteurs-fusées et aux fusées elles-mêmes :
- le GDL: ce laboratoire de recherche militaire installé à Léningrad rassemble 200 chercheurs travaillant dans le domaine de la propulsion à ergols liquides et la propulsion à propergol solide. Il est dirigé par Ivan Kleïmenov et emploie notamment Gueorgui Langemak spécialiste de la propulsion à propergol solide et Valentin Glouchko spécialiste de la propulsion à ergols liquides.
- le GIRD qui rassemble à Moscou 60 chercheurs qui mettent au point des fusées propulsées par des ergols liquides. Il est dirigé par Sergueï Korolev, le futur père de l'astronautique soviétique, et emploie plusieurs spécialistes dont Mikhaïl Tikhonravov.

Certains militaires soviétiques et en particulier le maréchal Mikhaïl Toukhatchevski  ont pris conscience du potentiel des fusées. Toukhatchevski œuvre pour rapprocher le GDL et le  GIRD moscovite. En septembre 1933, les deux structures sont fusionnées au sein de l'Institut de recherche scientifique sur les moteurs à réaction. Le nouvel ensemble est dirigé par l'ancien responsable du GDL  Kleïmenov, avec comme adjoint Korolev.

## Activité
Peu après la création du RNII, des divergences se  font jour entre Korolev et Kleïmenov sur les objectifs de l'institut de recherche. Korolev est remplacé par  Langemak qui est également nommé responsable scientifique. Le comité consultatif est constitué par Glouchko, Korolev, Pobedonostsev, Mikhail Tikhonravov, et Doudakov. Tous les types de fusées sont étudiées par l'institut mais la priorité est donnée aux roquettes auto-propulsées et à leurs lanceurs. Fin 1937 les roquettes  RS-82 et RS-132 ainsi que leurs lanceurs sont au point et sont déployées sur les avions I-16, I-15, I-153 et SB. Le département placé sous la responsabilité de Glouchko développe de son côté des moteurs-fusées à ergols liquides utilisant de l'acide nitrique : ce sont des moteurs à simple chambre et double chambres, avec une poussée allant jusqu'à 600 kg. Entre 1934 et 1937 l'ORM-65 brûlant de l'acide nitrique et du kérosène est mis au point  pour le missile de croisière 212 et l'avion-fusée RP-318-1 développés par Korolev. Celui-ci est à la tête du département des missiles de croisière. Ceux-ci ressemblent à des torpilles et sont largués pour les  tests depuis le bombardier TB-3. Mais le centre d’intérêt principal de Korolev est l'avion fusée. Tikhonravov développe des moteurs-fusées brûlant un mélange d'alcool et d'oxygène liquide. Le RNII joue un rôle central dans le développement des roquettes Katiouchas qui utilisent  les roquettes auto-propulsées mises au point par l'institut. Cette arme jouera un rôle important dans les combats qui opposeront à partir de 1941 l'armée soviétique et l'armée allemande durant la Seconde Guerre mondiale . En 1937 l'institut est renommé NII-3.

## Décimé par les purges staliniennes

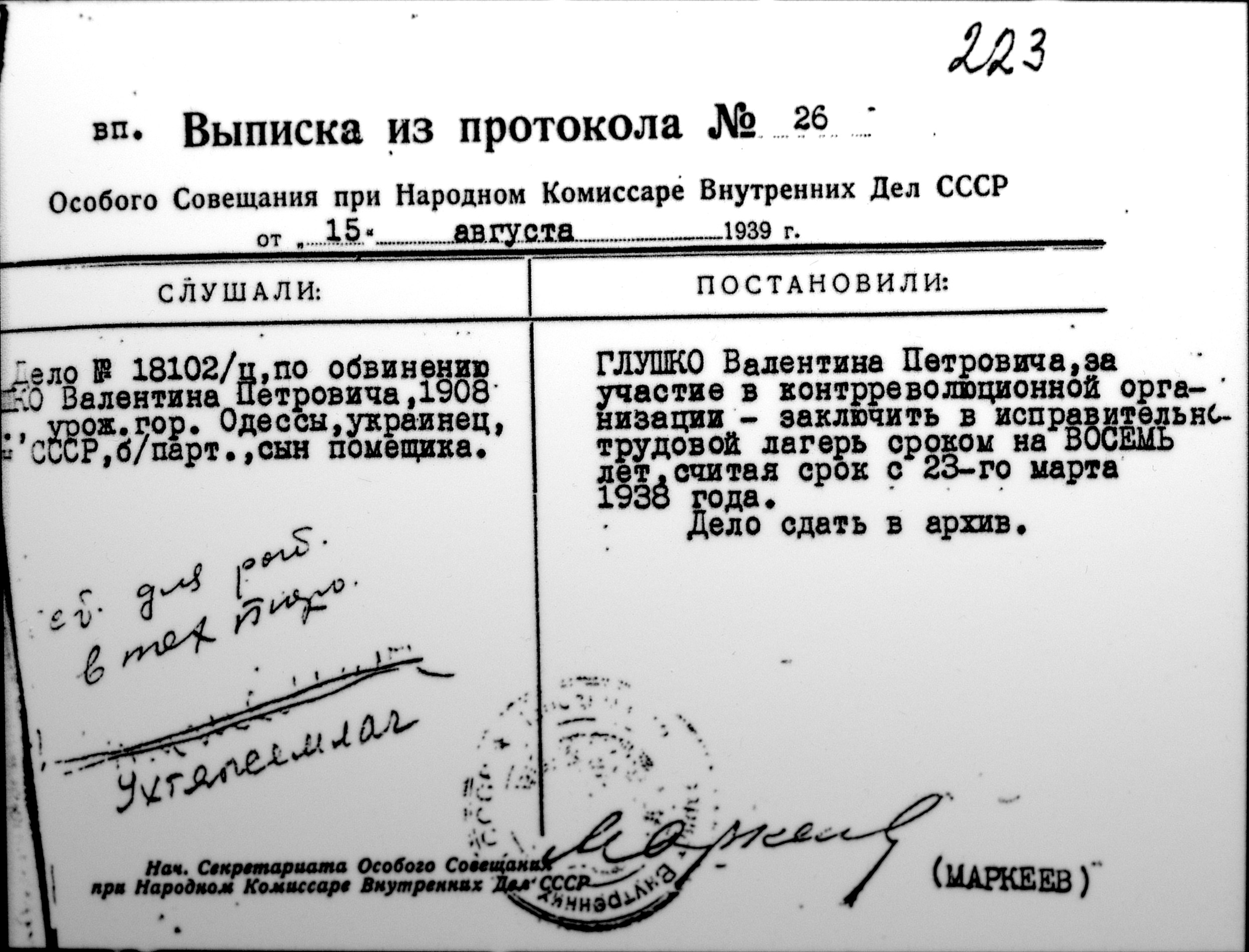
Extrait du procès-verbal du jugement du 15 aout 1939 condamnant Glouchko.

En 1937 les purges staliniennes, manifestation de la paranoïa de Staline, frappent aveuglément les principaux membres du RNII. Le bureau d'études a été placé sous surveillance par le NKVD car il a été patronné par le maréchal  Toukhatchevski qui est une des premières victimes des purges. Un des ingénieurs du RNII qui brigue sa direction rédige de fausses accusations contre les responsables du RNII : Kleïmenov et son adjoint Langemak  sont arrêtés sous l'accusation de déviationnisme trotskyste. Langemak avoue ses "crimes" sous la torture et sans doute aussi dans l'espoir d'éviter une condamnation à mort. Il dénonce à son tour Glouchko et Korolev. Kleymenov et Langemak sont exécutés peu après. Glouchko  est arrêté en mars 1938 et, tout en avouant ses actes de sabotage  fictifs, dénonce ses collègues dont Korolev. Glouchko est condamné le 15 août 1939 à 8 ans d'emprisonnement. Glouchko est interné dans la charachka TsKB-4, une prison pour ingénieurs dans laquelle ceux-ci participent dans leur domaine à l'effort de guerre soviétique en préparation du conflit avec l'Allemagne. Korolev est de son côté envoyé dans la Kolyma, le pire bagne du goulag soviétique. Il en est sorti à temps à la demande de Lavrenti Beria grâce à l'intervention de parents et amis. Il est alors envoyé également dans  une charachka,.

## Fusion avec l'équipe de Bolkhovitinov
À la suite des purges les travaux sur les fusées à ergols liquides ont une priorité faible. La priorité est donnée aux travaux sur les roquettes embarquées sur avions ou tirées depuis le sol (katiouchas). L'Union soviétique qui faisait jeu égal avec l'Allemagne dans le domaine des fusées en 1935 est par la suite complètement dépassée par les avancées des équipes de Wernher von Braun qui mettent au point le missile balistique V2. En 1937 le centre de recherche est rebaptisé renommé NII-3. En mai 1944 le NII-3 est fusionné avec l'équipe de Viktor Bolkhovitinov regroupant de jeunes ingénieurs de talent comme Vassili Michine et Boris Tchertok qui ont fait voler le BI-1 premier avion-fusée soviétique. Le nouvel ensemble est baptisé NII-1.

### Sources et bibliographie
- (en) Boris Chertok, Rockets and People volume 1, NASA History series, 2005
- (en) Asif A. Siddiqi, Spoutnik and the soviet space challenge, University Press of Florida, 2003, 527 p. (ISBN 978-0-8130-2627-5)
- Pierre Baland, De Spoutnik à la Lune : l'histoire secrète du programme spatial soviétique, Paris, Edition Jacqueline Chambon- Actes Sud, 2007, 341 p. (ISBN 978-2-7427-6942-1)
- (en) Brian Harvey, Russian Planetary Exploration : History, Development, Legacy and Prospects, Berlin, Springer Praxis, 2007, 351 p. (ISBN 978-0-387-46343-8, lire en ligne)